# رابسون دی سوسا واسکونسلوس گوئز
رابسون دی سوسا واسکونسلوس گوئز (به پرتغالی: Robson De Sousa Vasconcelos Goes) مدافع اهل برزیل است که در شهر برازیلیا و در تاریخ ۲۰ ژانویهٔ ۱۹۸۶ به دنیا آمده‌است.
رابسون دی سوسا واسکونسلوس گوئز در تیم‌های فوتبال Nova Iguaçu سابقهٔ حضور دارد.